# Le Voyage d'une vie
Pour plus de détails, voir Fiche technique et Distribution.
Le Voyage d'une vie est un film documentaire présenté par les Rencontres internationales du documentaire de Montréal sorti en septembre 2007 et en première télévisuelle sur la chaîne Canal Vie en novembre 2007. Le film aborde le thème du suicide chez les hommes.

## Synopsis
Maryse Chartrand et son conjoint Samuel Beaudry, tous deux travaillant dans la publicité, entreprennent un voyage d'un an (2003-2004) autour du monde avec leurs trois enfants, Andréanne 13 ans, Félix 10 ans et Élyse 9 ans. La famille s'était fixé plusieurs objectifs dont faire de l'aide humanitaire et tourner un film documentaire du type carnet de voyage cinématographique. Au cours de leur périple, Maryse Chartrand écrit plusieurs récits dans le mensuel québécois « Guide Ressources ».
En juillet 2004, de retour à Montréal, le couple fait plusieurs présentations à des maisons de productions afin de produire le film. C'est en octobre 2005 que Canal Vie achète la proposition et les droits de diffusion pour un documentaire d'une heure sur les voyages. Mais quelques jours plus tard, Samuel Beaudry se suicide sans laisser de note. Ainsi le projet initial du carnet de voyage familial a bifurqué vers un film sur le suicide chez les hommes et le stress lié au travail.

## Autour du film
La narration du documentaire est soutenue par les réflexions de divers spécialistes, dont le psychologue William Pollack de l'université Harvard du Massachusetts, le DrGustavo Turecki de l'Hôpital Douglas de Montréal, le psychiatre Christophe Fauré de l'Hôpital Necker de Paris et la chercheuse en santé mentale Louise St-Arnaud de l'université Laval à Québec. La trame sonore est une musique originale composée par Michel Rivard.
Le film a été présenté par le RIDM en première au Cinéma du Parc de Montréal, le 10 septembre 2007 à l'occasion de la Journée mondiale de prévention du suicide. En trois jours, plus de 2 700 personnes ont assisté à la projection du documentaire dans cette seule salle de cinéma. Devant la couverture médiatique, plusieurs salles du Québec ont projeté le film à la fin de 2007 et Canal Vie l'a diffusé plusieurs fois sur ses ondes. 
Il s'est ensuivi une série d'émissions spéciales intitulées Le voyage se poursuit, présentées sur cette même chaîne, où Janette Bertrand a reçu François Legault, Marc Chabot, Raymond Cloutier, Érick Rémy et Jonathan Harnois.

## Réalisatrice
Maryse Chartrand a quitté l'industrie de la publicité pour réaliser le film documentaire et ne compte pas revenir à sa carrière initiale préférant le documentaire. Bachelière en arts et communication de l’université Concordia, Maryse Chartrand a accumulé plus de 20 ans d’expérience en publicité à titre de conceptrice-rédactrice et elle a travaillé pour le groupe Cossette Communication Marketing durant plus de 15 ans. Au cours de sa carrière, elle a reçu plus d’une vingtaine de prix en création publicitaire et a participé à plusieurs jurys de création.
Au cours de l'année 2007 et 2008, Maryse Chartrand entreprend une tournée Ciné-conférence panquébécoise afin de projeter le film documentaire et d'animer des échanges sur la détresse humaine. Les conférences sont présentés lors d'événements, dont le Festival de Sept-Îles, Pavillon des arts et de la culture de Coaticook, à l'Université du Québec en Outaouais, à l'école Villa-Maria, aux Rendez-vous du Cinéma québécois de la Cinémathèque québécoise, au Collège Lionel-Groulx, à l'Université de Montréal, à l'Ordre des infirmières et infirmiers du Québec, à l'Hôpital Douglas, au Cégep Chaudières-Appalaches.  Le 21 avril 2009, elle a présenté son film aux militaires et intervenants du milieu de la santé de la base des Forces Canadiennes de Valcartier, devant plus de 350 personnes.

## Fiche technique
- Titre : Le voyage d'une vie
- Réalisation : Maryse Chartrand
- Scénario : Maryse Chartrand
- Son : Claude Hamel, André Larochelle
- Musique : Michel Rivard
- Montage : André Larochelle
- Production : Lucie Tremblay, Christopher McGaw
- Société de production : Lowik media inc.
- Pays de production :  Canada
- Langue : français
- Genre : Film documentaire
- Durée : 91 minutes
- Date de sortie : 
  - 10 septembre 2007 au Rencontres internationales du documentaire de Montréal
  - Novembre 2007 en première télévisuelle à la chaîne Canal Vie
  - Février 2008 rediffusions à la chaîne Canal Vie